# Route nationale 52 (Inde)
Pour les articles homonymes, voir Route nationale 52.
La route nationale 52 (en anglais : National Highway 52, sigle NH 52), une route nationale en Inde qui relie Sangrur à Ankola,.

## Tracé
| État           | Villes principales |
| -------------- | --- |
| Pendjab        | Sangrur, Dirba, Pattran |
| Haryana        | Narwana, Barwala, Uklana Mandi, Hisar, Siwani |
| Rajasthan      | Sadulpur/Rajgarh, Churu, Ramgarh, Sikar, Fatehpur, Laxmangarh, Sikar, Palsana, Ringas, Chomu, Jaipur, Tonk, Bundi, Talera, Kota, Jhalawar, Aklera                                       |
| Madhya Pradesh | Rajgarh, Biora, Dewas, Indore, Sendhwa |
| Maharashtra    | Dhule, Chalisgaon, Kannad, Aurangabad, Georai, Bid, Chausala, Osmanabad, Tuljapur, Solapur                                                                                              |
| Karnataka      | Dhulakhed, Zalaki, Horti, Basanal Cross, Agasanal, Bijapur, Kolhar, Bilagi, Gaddanakeri Cross, Bagalakote, Kerur, Nargund, Navalgund, Hubli, Kalaghatagi, Yellapura, Ramanaguli, Ankola |